# Helmut Frauscher
Helmut Frauscher (* 20. Mai 1934 in Salzburg; † 9. Juni 1994 in Teneriffa) war ein österreichischer Politiker (ÖVP) und Kaufmann. Er war von 1970 bis 1979 Abgeordneter zum Nationalrat und von 1980 bis 1993 Mitglied des Bundesrates und dreimalig dessen Präsident.

## Leben
Frauscher besuchte nach der Volksschule das Akademische Gymnasium in Salzburg und legte dort die Matura ab. Er studierte danach von 1952 bis 1955 an der Hochschule für Welthandel in Wien und schloss sein Studium 1955 mit dem akademischen Grad Dipl.-Kfm. ab. Frauscher war in der Folge ab 1955 als selbständiger Kaufmann und Unternehmer tätig, nebenberuflich studierte er zwischen 1966 und 1969 Staatswissenschaften an der Universität Salzburg, wobei er zum 1969 Dr. rer. pol. promovierte. Frauscher war von 1958 bis 1979 geschäftsführender Gesellschafter der Firmen A & O Handelshof Salzburg und der Frauscher & Zumtobel KG in Salzburg. Ab 1971 führte er zudem die Firma C & C Großmarkt Salzburg als Geschäftsführer.
Frauscher engagierte sich als Landesobmann-Stellvertreter des Österreichischen Wirtschaftsbundes, wobei er diese Funktion zwischen 1970 und 1982 innehatte. Des Weiteren war er von 1970 bis 1980 Gremialvorsteher des Lebensmittelgroßhandels in Salzburg und Kammerrat der Kammer der gewerblichen Wirtschaft für Salzburg. Er übernahm 1986 das Amt des Landesobmanns des Salzburger Seniorenbundes und engagierte sich zudem von 1987 bis 1991 als Landesobmann des Salzburger Hilfswerkes. Des Weiteren war er ab 1989 Bundesobmann-Stellvertreter des Österreichischen Hilfswerkes. Frauscher vertrat die ÖVP zwischen dem 31. März 1970 und dem 4. Juni 1979 im Nationalrat. Danach war er vom 1. Juli 1980 bis zum 19. Oktober 1993 Mitglied des Bundesrates, wobei er zwischen dem 1. Juli 1984 und dem 31. Dezember 1984 dessen Vorsitzender war und erneut zwischen dem 1. Jänner 1989 und dem 30. Juni 1989 sowie vom 1. Juli 1993 bis zum 19. Oktober 1993 das Amt des Bundesratspräsidenten innehatte.

## Auszeichnungen
- 1978: Großes Silbernes Ehrenzeichen für Verdienste um die Republik Österreich[1]
- 1984: Großes Goldenes Ehrenzeichen für Verdienste um die Republik Österreich[2]
- 1989: Großes Goldenes Ehrenzeichen mit dem Stern für Verdienste um die Republik Österreich[3]
- 1994: Großes Silbernes Ehrenzeichen am Bande für Verdienste um die Republik Österreich[4]
- 1994: Großes Ehrenzeichen des Landes Salzburg